# Fred Martins
Frederico Ribeiro Martins (Niterói, 14 de junho de 1969), mais conhecido como Fred Martins, é um cantor, compositor, violonista e arranjador de música popular brasileira.

## Primeiros anos
Fred Martins começou a compor na década de 1980, em parceria com Marcelo Diniz e Manoel Gomes. Por dez anos, trabalhou na transcrição de songbooks da Editora Lumiar, incluindo aqueles referentes à obra de Chico Buarque, Gilberto Gil, Noel Rosa, Rita Lee e Tom Jobim. Em 1997, Fred Martins participou da coletânea "O ovo".

## Carreira musical
Sua inspiração musical é o cantor, compositor e violonista João Gilberto. Suas composições possuem inspiração no samba, no choro e na bossa nova.
Em 2017, Fred Martins gravou o disco "A música é meu país", cujo primeiro single foi o samba "A filha do porta-bandeira", celebração da Estação Primeira de Mangueira.
Em 2021, Fred Martins lançou o disco "Ultramarino", com participações do compositor Marcelo Diniz, do tecladista Glenn Patscha, dos violoncelistas Lui Coimbra e Jaques Morelenbaum, do contrabaixista Walter Areia, do percussionista Chris Wells, do baixista Rolando Semedo e do baterista Marcio Dhiniz. Em 2022, realizou uma turnê de "Ultramarino" no Brasil, com apresentações no Rio de Janeiro e em São Paulo.

## Compositor
Em 1999, a composição "Novamente", feita em parceria com Alexandre Lemos, foi incluída no disco "Olhos de farol", de Ney Matogrosso, integrando a trilha sonora do seriado "Mulher", da Rede Globo. Em 2001, suas canções "Flores" (com Marcelo Diniz) e "Hóspede do tempo" foram gravadas no disco "Sortimento", de Zélia Duncan. Em 2004, "Tempo afora" foi gravada por Ney Matogrosso e Pedro Luís e a Parede no disco "Vagabundo".

## Prêmios e reconhecimento
Em 2006, Fred Martins foi o vencedor do 9º Prêmio Visa de Música Brasileira/Edição Compositores. Aquiles Reis o caracterizou como "grande compositor" e "ótimo cantor".

## Vida pessoal
Em 2010, Fred Martins viajou para um festival na Galiza e decidiu viver na região. Por volta de 2019, mudou-se para Portugal.

## Discografia
- "O ovo" (Dubas, 1997)
- "Janelas" (Deckdisc, 2001)
- "Raro e comum" (2004)
- "Tempo afora" (Eldorado, 2007)
- "A música é meu país" (2017)
- "Ultramarino" (2021)